# Top of the World Highway
Der Top of the World Highway (deutsch „Dach-der-Welt-Highway“) ist eine 127 Kilometer (79 Meilen) lange internationale Panoramastraße zwischen Jack Wade Junction ( Vereinigte Staaten/Alaska) am Taylor Highway und Dawson ( Kanada/Yukon Territory).

## Allgemeines
Der Name ist darauf zurückzuführen, dass der Highway größtenteils auf oder unterhalb von Gebirgskämmen auf ungefähr 1000 Metern Höhe verläuft, von wo aus ein grandioser Überblick über die Landschaft Alaskas besteht. Die Sicht auf die Ogilvie Mountains ist meist nicht durch Bäume versperrt, da in diesen nördlichen Breiten die Bäume nicht mehr hoch wachsen können und ein Teil der Straße sogar oberhalb der Baumgrenze liegt. Im Winter ist der komplette Highway zwischen September und Mai wegen der Schneeverhältnisse gesperrt.

## Verlauf

Panoramaaufnahme des Top of the World Highways

In Alaska ist er vom Taylor Highway 5 zu erreichen, in Kanada erfolgt die Zufahrt vom Klondike Highway.

### Überblick

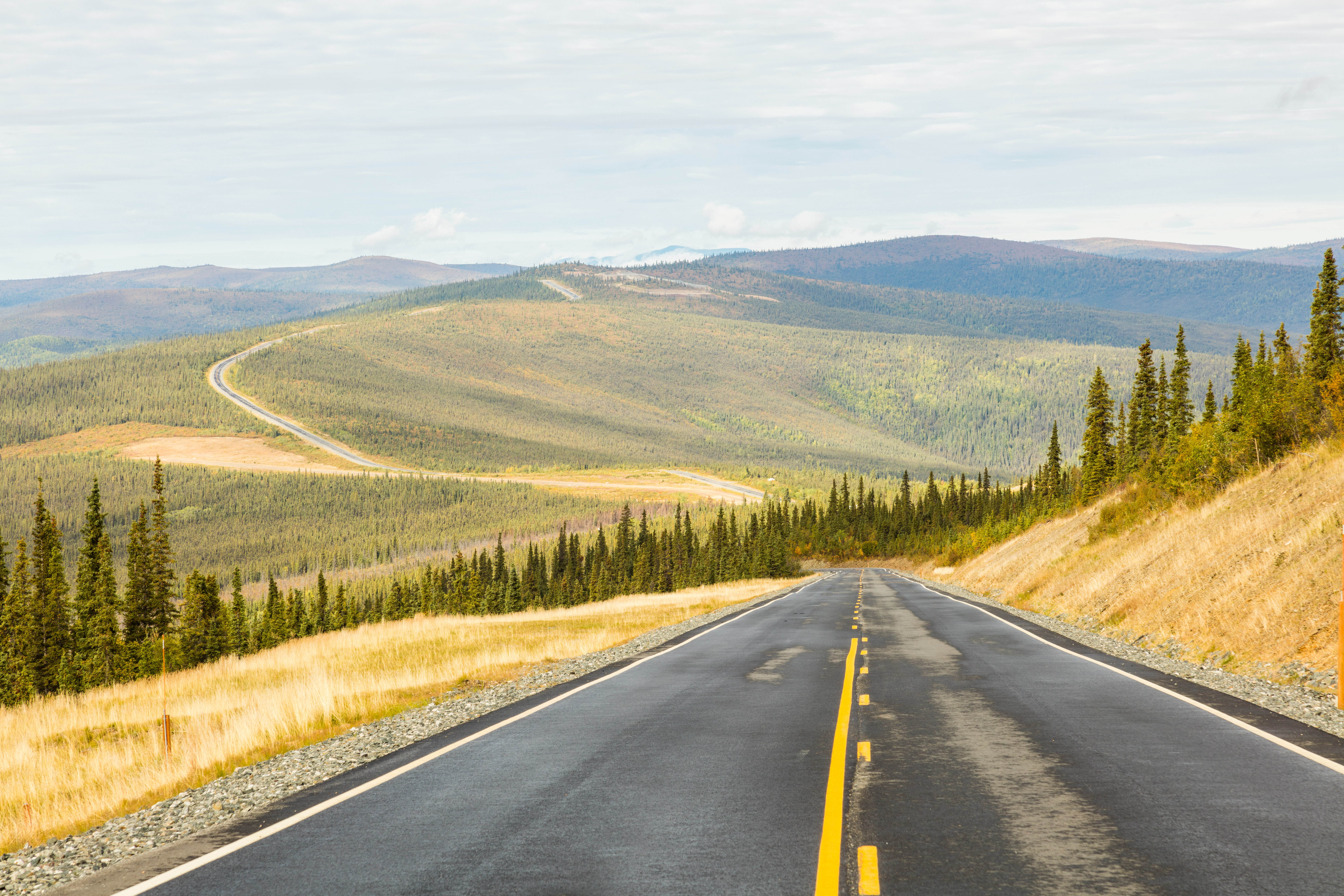
Der Top of the World Highway in  Alaska
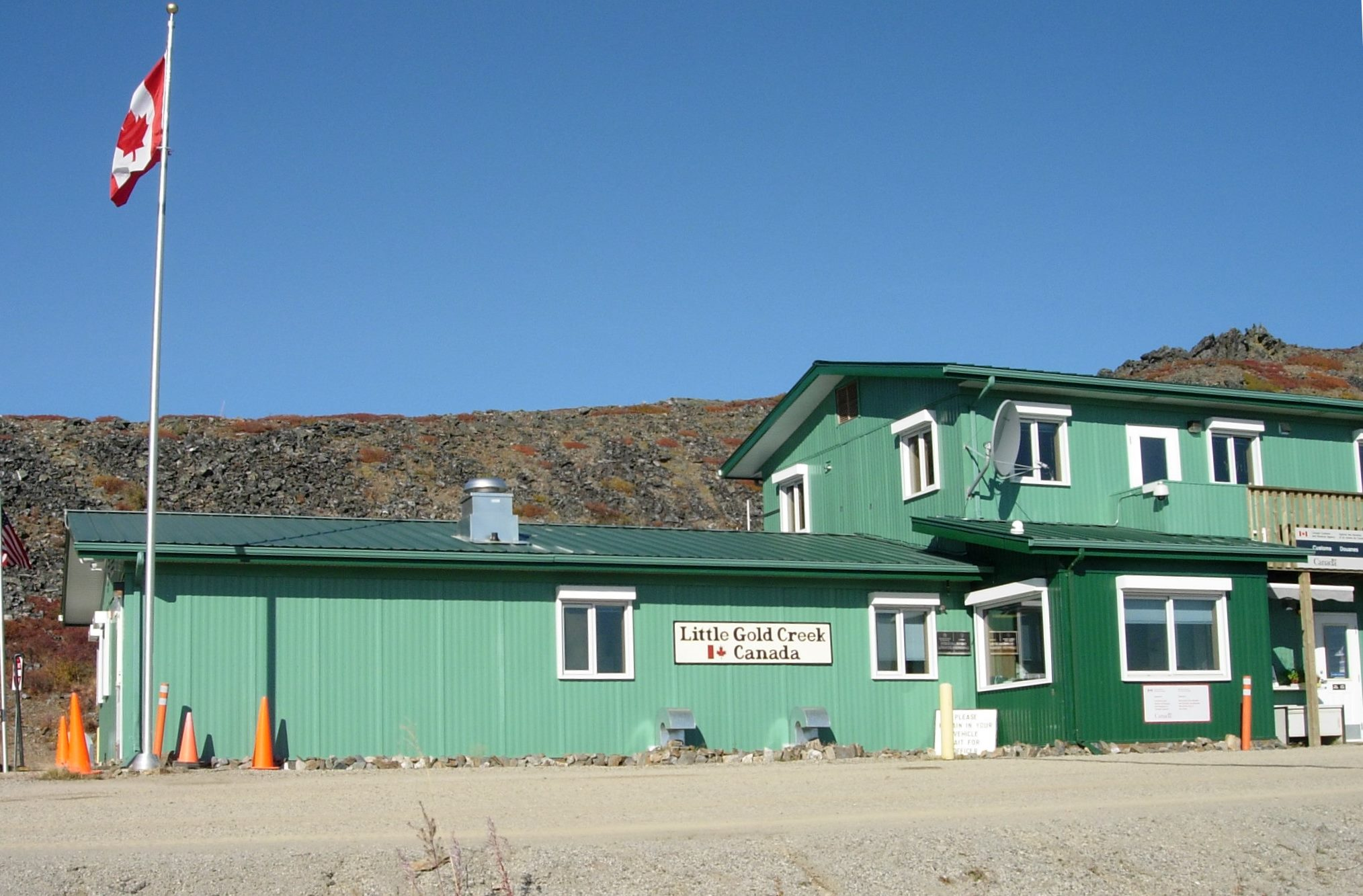
Die Grenzstation am Little Gold Creek ( Yukon)
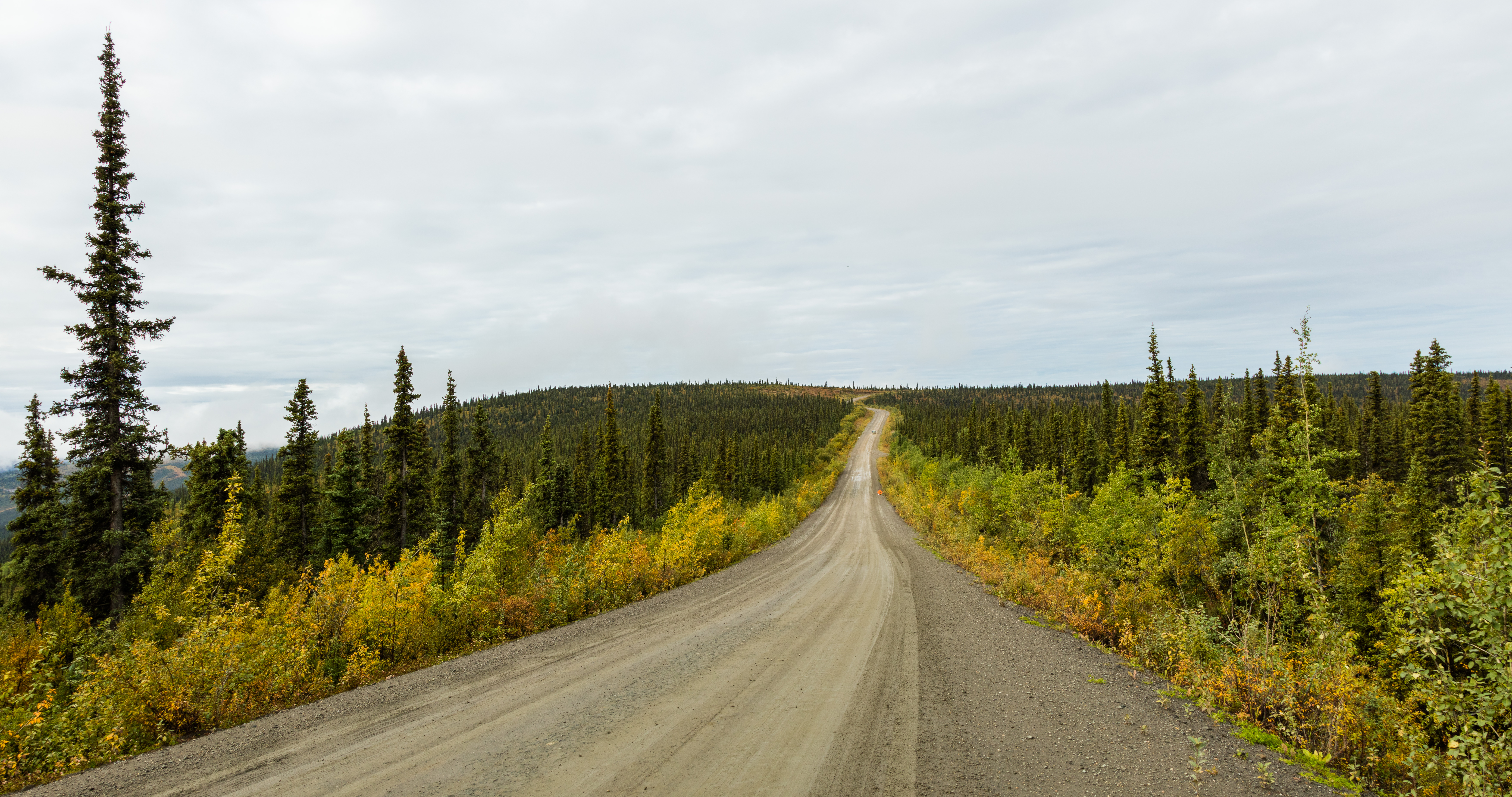
Der Top of the World Highway im  Yukon
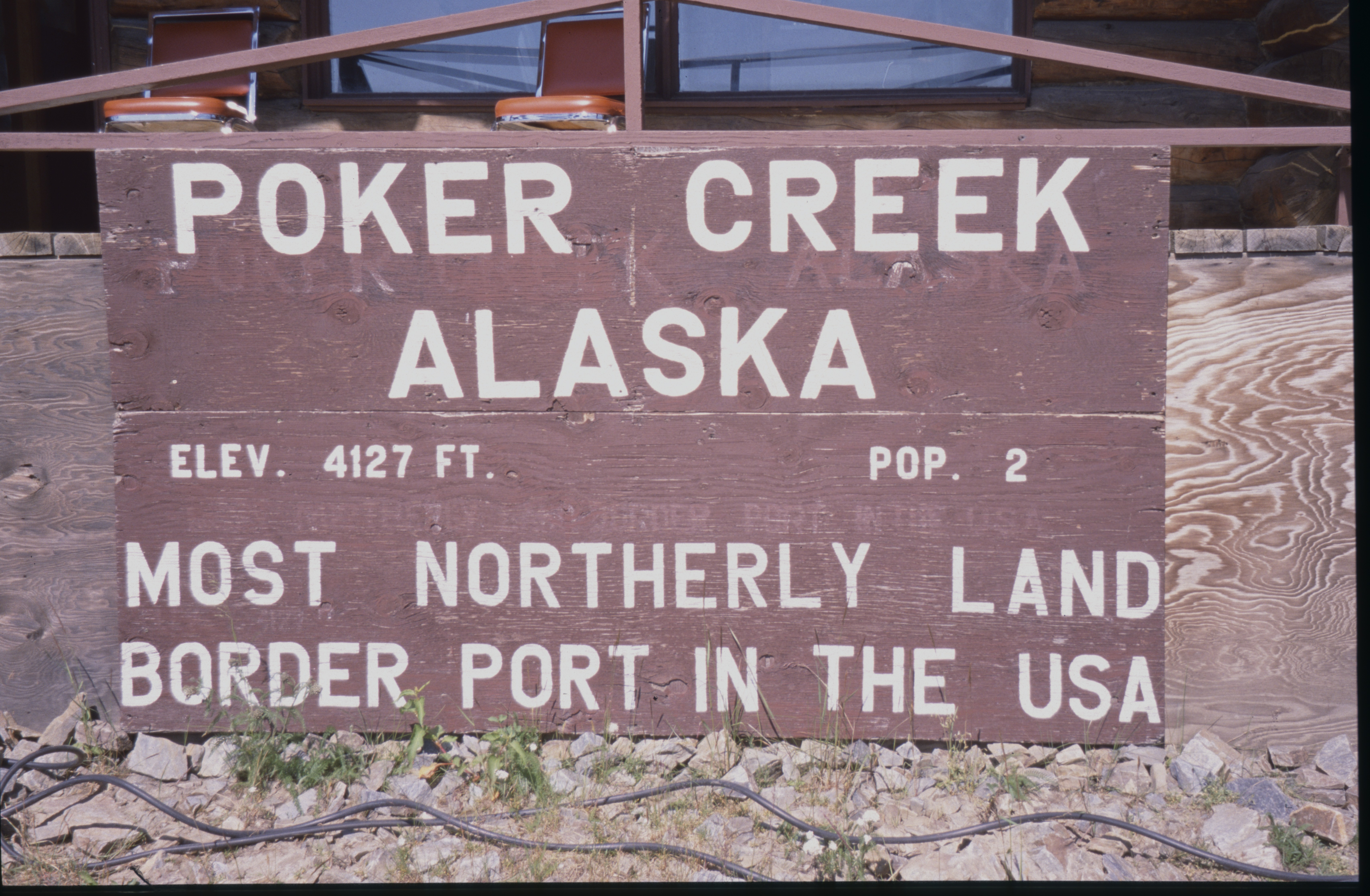
Ortstafel von Poker Creek, Alaska (Einwohnerzahl: 2), der nördlichste Straßengrenzübergang der USA.

| Ortschaft   | Bundesstaat/Provinz   | Entfernung in km | Entfernung in mi |
| ----------- | --------------------- | ---------------- | ---------------- |
| Jack Wade   | Alaska                | 0                | 0                |
| Little Gold | Grenze Alaska – Yukon | 21               | 13               |
| Dawson      | Yukon                 | 106              | 66               |
| gesamt      |                       | 127              | 79               |

Der Top of the World Highway verläuft über 21 km in den USA und 106 km größtenteils (83 %) in Kanada.

### Einzelheiten
Die Zufahrt zum Top of the World Highway beginnt in Tetlin/Alaska am Alaska Highway, wo der Taylor Hiighway 5 nach Chicken (511 Meter hoch) führt (104 km, 65 mi). Hier beginnt bei Jack Wade (740 Meter hoch) nach 36 km (23 mi) der Top of the World Highway. Nach weiteren 21 km (13 mi) wird bei Little Gold (1258 Meter hoch) die Grenze nach Kanada überschritten. Durch den Wechsel von der Zeitzone Alaska Time in die Pacific Time geht von West nach Ost eine Stunde verloren. An der Grenze, die in Kanada den Namen Little Gold Creek trägt und in den Vereinigten Staaten Poker Creek, gibt es eine der wenigen von beiden Staaten gemeinsam erbauten und genutzten Grenzstationen. Von der Grenze an führt der Highway in der Provinz Yukon Territory bergab in östlicher Richtung zum Yukon River (106 km, 66 mi), wo eine kostenlose Fähre die Verbindung zum Klondike Highway nach Dawson City herstellt. 

## Geschichte
Vorläufer des Top of the World Highway war während des Klondike-Goldrauschs ein Transportweg (englisch pack trail), der von Dawson in die 96 km westlich gelegeneren Goldminen führte. Sein Ausbauzustand wurde zur Gratstraße (englisch ridge road) verbessert. Im Jahre 1930 erfolgte seine Verlängerung nach Jack Wade (127 km) und Chicken (149 km). Der 1955 eröffnete Highway wurde ab August 2016 bis zur kanadischen Grenze asphaltiert, von dort an ist er überwiegend eine Schotterstraße bis kurz vor Dawson.